# Dinotrema sessile
Dinotrema sessile är en stekelart som beskrevs av Van Achterberg 1988. Dinotrema sessile ingår i släktet Dinotrema och familjen bracksteklar. Inga underarter finns listade i Catalogue of Life.